# 社会福祉学科
社会福祉学科（しゃかいふくしがっか、英称：Department of Social Work / Division of Social Work, or Department of Social Welfare / Division of Social Welfare,）は、社会福祉学に関する分野を教育研究する、大学及び専修学校の学科のひとつ。

## 社会福祉学科を置く大学・学部
公立
- 名寄市立大学 保健福祉学部（2006年度～）
- 青森県立保健大学 健康科学部（1999年度～）
- 神奈川県立保健福祉大学 保健福祉学部（2003年度～）
- 長野大学 社会福祉学部（1974年度～）

（前身の産業社会学部から）
- 愛知県立大学 教育福祉学部（1966年度～）
- 福井県立大学 看護福祉学部（1999年度～）
- 山口県立大学 社会福祉学部（1994年度～）
- 高知県立大学 社会福祉学部（1998年度～）
- 福岡県立大学 人間社会学部（1992年度～）

私立
：東日本
- 星槎道都大学 社会福祉学部（1978年度～）

（前身の道都大学から）
- 青森大学 社会学部（1997年度～）
- 東北福祉大学 総合福祉学部（1962年度～）
- 東日本国際大学 福祉環境学部（2002年度～）
- つくば国際大学 産業社会学部（1994年度～）
- 群馬医療福祉大学 社会福祉学部（2002年度～）
- 高崎健康福祉大学 健康福祉学部（2001年度～）
- 東京福祉大学 社会福祉学部（2000年度～）
- 淑徳大学 総合福祉学部（1965年度～）
- 聖徳大学 心理・福祉学部（2005年度～）
- 東洋大学 社会学部（1992年度～）
- 上智大学総合人間科学部（1976年度～）
- 立正大学 社会福祉学部（1996年度～）
- 日本女子大学 人間社会学部（1990年度～）
- 明治学院大学 社会学部（1965年度～）
- 武蔵野大学 人間科学部（1998年度～）
- 日本大学 文理学部（2013年度～）
- 東海大学 健康科学部（1995年度～）
- 新潟医療福祉大学 社会福祉学部（2001年度～）
- 聖隷クリストファー大学 社会福祉学部（2011年度～）
- 日本福祉大学 社会福祉学部（1957年度～）

：西日本
- 金城大学 社会福祉学部（2000年度～）
- 同朋大学 社会福祉学部（1961年度～）
- 種智院大学 人文学部（1978年度～）

（前身の仏教学科 仏教福祉学コースから）
- 同志社大学社会学部（1948年度～）

（前身の文学部 社会学科 社会福祉専攻から）
- 佛教大学 社会福祉学部（1962年度～）

（前身の仏教学部 仏教福祉学科から）
- 花園大学 社会福祉学部（1964年）

（前身の仏教学部 仏教福祉学科から）
- 大阪人間科学大学 人間科学部（2001年度～）
- 桃山学院大学 社会学部（1998年度～）
- 関西学院大学 人間福祉学部（1952年度～）

（前身の社会学部 社会福祉学科から）
- 神戸女子大学 健康福祉学部（1996年度～）

（前身の文学部 社会福祉学科から）
- 関西福祉科学大学 社会福祉学部（1997年度～）
- 関西福祉大学 社会福祉学部（1997年度～）
- 神戸医療福祉大学 社会福祉学部（2000年度～）

（前身の近畿福祉大学 社会福祉学科から）　
- 天理大学 人文学部（2024年度～）

（前身の人間学部 人間関係学科 社会福祉専攻から）
- 吉備国際大学 保健医療福祉学部（1995年度～）
- 聖カタリナ大学 人間健康福祉学部（1988年度～）
- 久留米大学 文学部（2000年度～）
- 西南学院大学 人間科学部（2001年度～）
- 西九州大学 健康福祉学部 社会福祉学科（1974年度～）

（前身の家政学部 社会福祉学科から）
- 長崎ウエスレヤン大学 現代社会学部（2005年度～）
- 長崎国際大学 人間社会学部（1999年度～）
- 九州看護福祉大学 看護福祉学部（1998年度～）
- 熊本学園大学 社会福祉学部（1994年度～）
- 鹿児島国際大学 福祉社会学部（1982年度～）

（前身の社会学部から）

## 社会福祉学科と類似する学科名称
- 北海道医療大学 看護福祉学部　臨床福祉学科（1993年度～）
- 北翔大学 生涯スポーツ学部 健康福祉学科（2014年度～）
- 仙台白百合女子大学 人間学部 心理福祉学科（2013年度～）
- 仙台大学 体育学部 健康福祉学科（1995年度～）
- 日本社会事業大学 社会福祉学部 福祉計画学科、福祉援助学科（1989年度～）

（前身の社会事業学科、児童福祉学科は、1958年度から）
- 法政大学 現代福祉学部 福祉コミュニティ学科（2000年度～）

（改組前の現代福祉学科から）
- 立教大学 コミュニティ福祉学部 福祉学科（1998年度～）

（改組前のコミュニティ福祉学科から）
- 福岡医療福祉大学 人間社会福祉学部 総合福祉学科 社会福祉コース（2002年度～）

（前身の人間社会福祉学部 社会福祉学科から）

## 社会福祉学を専攻できる大学・学科・専攻
- 筑波技術大学 共生社会創成学部 共生社会創成学科（2025年度～）
- 埼玉県立大学 保険医療福祉学部 社会福祉子ども学科 社会福祉学専攻（1999年度～）
- 城西国際大学 健康科学部 福祉総合学科
- 昭和女子大学 人間社会学部 福祉社会学科（2003年度～）

（前身の福祉環境学科から）
- 駒澤大学 文学部 社会学科 社会福祉学専攻（1998年度～）

（1976年度に開設した、前身の神学部 神学科 キリスト教社会福祉コースから）
- ルーテル学院大学 総合人間学部 人間福祉心理学科
- 関東学院大学社会学部現代社会学科（2015年度～、「社会学」と「社会福祉学」の２分野が軸）
- 皇學館大学 現代日本社会学部 現代日本社会学科 社会福祉分野（1998年度～）
- 関西国際大学 教育学部 教育福祉学科 福祉学専攻（2007年度～）

（2001年度に開設した、前身の人間学部 人間行動学科 社会福祉専攻から）
- 聖カタリナ大学 健康社会学部 現代人間学科 ソーシャルワークコース（2025年度～）
- 筑紫女学園大学 人間科学部 人間科学科 人間関係専攻 社会福祉コース（2011年度～）
- 別府大学 文学部 人間関係学科 社会福祉コース（2000年度～）
- 沖縄国際大学 総合文化学部 人間福祉学科 社会福祉専攻（2001年度～）

## 短期大学
社会福祉士国家試験受験基礎資格と2年間の実務を経ることによって社会福祉士受験資格が得られる。
：公立
- 会津大学短期大学部 社会福祉学科
- 静岡県立大学短期大学部 社会福祉学科 社会福祉専攻

：私立
- 帯広大谷短期大学 社会福祉科
- 宇都宮短期大学 人間福祉学科　社会福祉専攻
- 佐野短期大学 総合キャリア教育学科　社会福祉フィールド
- 淑徳短期大学 健康福祉学科 社会福祉専攻 社会福祉コース
- 富山福祉短期大学 社会福祉学科　社会福祉専攻 社会福祉総合コース
- 龍谷大学短期大学部 社会福祉学科